# Pierre-Georges Arlabosse

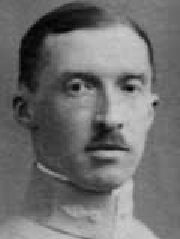
Pierre-Georges Arlabosse

Pierre-Georges Arlabosse (tiếng Ả Rập: بيار-جورج أرلابوس) là một chính trị gia người Pháp đã trở thành quyền tổng thống Liban trong 5 ngày, từ 4-9 tháng 4 năm 1941 trong giai đoạn chuyển giao chức vụ giữa Émile Eddé, tổng thống thứ ba của Liban dưới thời ủy trị của Pháp 1936-1941, và Alfred Naqqache (Alfred Georges Naccache trong tiếng Pháp), vị tổng thống thứ tư từ 1941-1943.